# Albert-László Barabási
Albert-László Barabási [ˈɒlbɛrt ˈlaːsloː ˈbɒrɒbaːʃi] (* 30. März 1967 in Cârța, Rumänien) ist ein ungarischer Professor für Physik an der Northeastern University in Boston. Er ist vor allem bekannt für seine Arbeit im Bereich der skalenfreien Netzwerke.

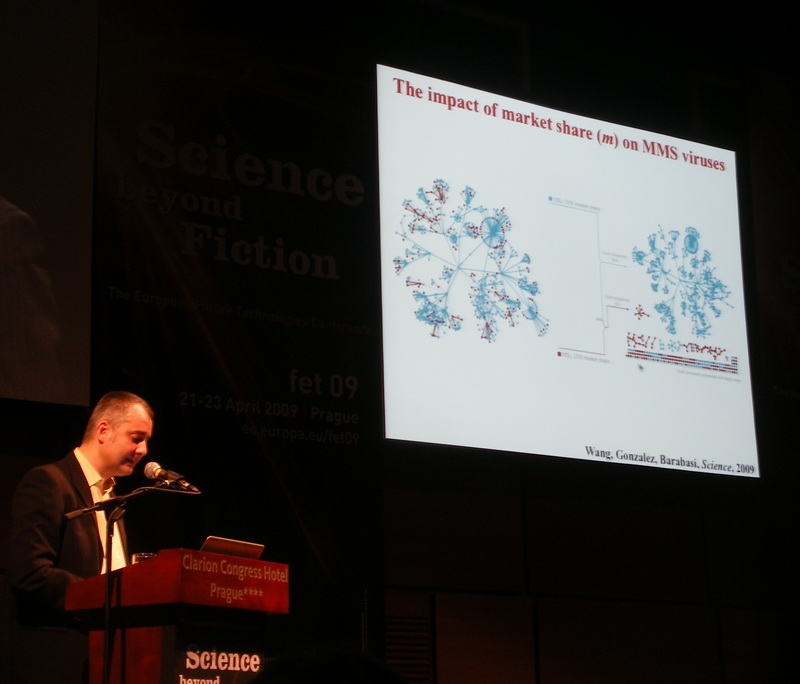
Albert-László Barabási (2009)

## Leben
Der gebürtige Szekler studierte Physik und Ingenieurswesen in Rumänien und Ungarn, bevor er in die USA zog und 1994 an der Boston University promoviert wurde. Nach einer einjährigen Anstellung als Post Doc am Thomas J. Watson Research Center wechselte Barabasi an die University of Notre Dame in South Bend, Indiana und wurde dort 2000 zum Professor berufen. Von 2005 bis 2006 war er als Gastprofessor an der Harvard University tätig und wechselte 2007 an die Northeastern University.
Barabásis wichtigster Beitrag ist die Einführung der Theorie skalenfreier Netzwerke im Rahmen der Netzwerkforschung, die er, in Zusammenarbeit mit Forschern aus den Bereichen der Physik, Mathematik und Informatik, seit Anfang der 1990er Jahre vorantreibt. Im Rahmen dieser Arbeit untersucht er unter anderem die komplexen Strukturen sozialer Netzwerke (u. a. epidemiologische Untersuchung von AIDS, aber auch die Funktion von Terrornetzwerken), des World Wide Webs und biologischer Zellen. Hervorzuheben ist hier insbesondere seine Theorie über die bevorzugte Bindung (preferential attachment) neuer Knoten an bereits gut vernetzte Teilnehmer (sogenannte hubs) in einem Netzwerk. Der mit Réka Albert entwickelte Algorithmus ist im Barabási-Albert-Modell beschrieben.
Seine Forschung zu Karrierewegen und „Naturgesetzen des Erfolges“ (science of success) machte ihn auch in der deutschen Öffentlichkeit bekannt.
2003 wurde er Fellow der American Physical Society. 2007 wurde er zum Mitglied der Academia Europaea gewählt, 2024 zum korrespondierenden Mitglied der Österreichischen Akademie der Wissenschaften und zum Mitglied der National Academy of Sciences.
Barabási forscht seit vielen Jahren zu Datenknoten und Netzwerken und präsentiert sie in ästhetisch anmutenden, surrealen Strukturen. 2021 zeigte die Ausstellung BarabásiLab. Hidden Patterns im Zentrum für Kunst und Medien (ZKM) Beispiele aus Natur, Gesellschaft, Sprache und Kultur. In Form von großformatigen Fotografien, Modellen, Skulpturen, Videos und interaktiven Installationen visualisierte Barabásis Labor seine Werke.

## Schriften
- mit Dashun Wang: The Science of Science, Cambridge University Press, 2020, ISBN 978-1-108-61083-4
- Barabási, Albert-László, Giulia Menichetti, and Joseph Loscalzo: The unmapped chemical complexity of our diet. Nature Food 1.1 (2020): 33-37.
- The Formula: The Universal Laws of Success, Little, Brown and Company, 2018, ISBN 978-0-316-50549-9
- Network Science, Cambridge University Press, 2016, ISBN 978-1-107-07626-6
- Bursts: The Hidden Pattern Behind Everything We Do, April 29, 2010, Dutton Adult, ISBN 0-525-95160-1
- mit Mark Newman und Duncan Watts: The Structure and Dynamics of Networks. 2006, Princeton University Press, ISBN 0-691-11357-2.
- Linked: How Everything is Connected to Everything Else. 2004, Plume, ISBN 0-452-28439-2.
- mit Zoltan Oltvai: Network Biology: Understanding the cells's functional organization. In: Nature Reviews Genetics. 5, 2004, S. 101–113. PDF (englisch)
- mit Réka Albert: Emergence of scaling in random networks. In: Science. 286, 1999, S. 509–512. PDF (englisch)
- Fractal Concepts in Surface Growth. Cambridge: Cambridge University Press, 1995